# 塩谷庄吾
塩谷 庄吾（しおたに しょうご、1966年9月11日 - 2002年5月5日）は、日本の男優。本名同じ。一時期、塩谷 将吾の芸名でも活躍していた。
大阪府出身。ジャパンアクションクラブ（JAC15期生）→スパイス所属。

## 人物・経歴
身長187cm、体重85kg（JAC入団時は186cm、80kg）。特技は空手道（極真カラテ 茶帯）、乗馬、スケートボード。趣味は日光浴、模型作り。好きな色は黒。取得免許は普通自動車免許。
レギュラー出演作『電脳警察サイバーコップ』への思い入れが強く、インタビュー記事では「またいつかサイバーコップを」と語っていた。
2002年、道玄坂のビルから飛び降り自殺。35歳没。

## 主な出演作品

### テレビドラマ
- メタルヒーローシリーズ
  - 世界忍者戦ジライヤ 第16話（1988年5月8日、テレビ朝日）- 特殊忍軍の一人[要出典]
  - 重甲ビーファイター 第30話（1995年、テレビ朝日）- 傭兵シンバッド
- 電脳警察サイバーコップ（1988 - 1989年、日本テレビ）- 北条明 / マーズビット[注釈 1]
- 刑事貴族3 第7話（1992年6月12日、日本テレビ）- タニオカ タカシ
- 愛しの刑事 第15話（1992年、テレビ朝日）- 白井
- 徳川無頼帳 第16話（1992年7月、テレビ東京）-
- 君といた夏（1994年、フジテレビ）- 相沢涼一の悪仲間
- 新宿鮫 無間人形（1995年、NHK）- 日野原圭太
- ウルトラシリーズ
  - ウルトラマンティガ 第13・14話（1996年11月30日・12月7日、毎日放送）- 誘拐宇宙人レイビーク星人のボス、ザラ
  - ウルトラマンガイア（1998 - 1999年、毎日放送）- 林幸市
- 夏の旅情サスペンス パートタイマー刑事 月形兄弟の事件簿1 みちのく殺意の帰郷（1998年8月3日、TBS）- 昼田茂雄

### 映画
- 将軍家光の乱心 激突（1989年）- 伊庭軍団の一人
- 稲村ジェーン（1990年）- サトルの遊び仲間
- 遥かなる甲子園（1990年）- 真壁敏夫の健聴者の幼馴染・晴朗
- 神様のピンチヒッター（1991年）- 克哉
- 拳鬼（1992年）- 成瀬
- 地雷原 A mine field. （1992年） - チェンマイ政府軍傭兵・江藤
- 赤と黒の熱情（1992年）- 小野
- HAKEN 覇拳 ふりむけば修羅 （1992年）- 藤堂琢磨刑事（主演）
- リゾート・トゥ・キル（1994年）- 猟奇殺人鬼の仲間・忍者の一人
- ファイナル・ファイター（1994年）- ホサカ
- ふうせん2（1995年）- 登竜会組員
- あぶない刑事リターンズ（1996年）- 東永銀行横浜支店襲撃犯
- こんど逢うとき（1996年）- 柏木
- 堕天使学園（1996年）- 新任の講師
- MUSASHI 宮本武蔵 外伝（1996年）- 流星
- 東京攻略（2000年）- 神戸組組長の片腕・宮本
- WAFFLES：ワッフルズ（2000年）- 森崎
- TOKYO G.P.（2001年）- クラブの客

### オリジナルビデオ
- 夕顔の性 -告白-（1996年）- 亜希の夫

### 舞台
- 青春の出発（1986年）- 宇宙戦士、蜘蛛
- 影の軍団（1987年）
- 真夜中のパーティー（1990年）- カウボーイ
- CHANEL（1996年）- エティエンヌ・バルサン、ローベル
- オスカー 名も言えぬ愛（出演時期不明）

### バラエティ
- HEY!HEY!HEY! MUSIC CHAMP（出演時期不明）篠原ともえ「クルクルミラクル」のバックダンサー
- BANG! BANG! BANG!（出演時期不明）- グラディエーター NINJA

### CM
- 大正製薬、ワイパア（1998年）- ワイパアマン
- コカ・コーラ、キュン（1999年）- 園児「つかさ」の父